# 永安乡 (瑞安市)
永安乡是中国浙江省温州市瑞安市下辖的一个乡。位于瑞安市西部，面积44.5平方千米。永安乡辖上埠坦村、六科村、呈岙村、南岙垟村、草岱村、吴垟村、亦垟村、凤山头村、白水漈村、下石垟村、江山炉村、永胜村、呈店村、直根村、南坑炉村、均路村、宅西村、朱垟村18个村，总人口为11846人。